# 浅滩
浅滩古称渡或津，是河流中不需要使用桥梁就能让行人和车辆直接涉水通过的浅水区域。如果河岸和河床的土地不能支撑车辆和人的重量，则需要人工加固整修，许多经常使用的浅滩会铺设浸在水下的石砖、石板或水泥路面，这种道路化的浅滩也称为“过水路”或“漫水路”（floodway），在下游一侧通常会造出边缘突起以防止由于藻类生长造成打滑而使得车辆滑出路面。利用自然地形修建渡水路径要比专门修建架空的桥梁便宜得多，但缺点是一旦遇到汛期则很可能因为水位骤涨而无法安全通过。在新西兰，甚至高速公路的路段也会设计成漫水路面。
拉力赛一般也愿意选择经过许多穿过浅滩的道路，高速飞驰的跑车溅起大片水花，成为摄影捕捉的激动人心的镜头。
在欧洲有许多可以涉渡的小河，英语称浅滩为ford，德语为furt，斯拉夫语为brod，由此也产生许多著名的地点名称。
- 地形+涉渡点
  - Clifford：悬崖（cliff）
  - Stratfort：街道（Stræt）
- 生物+涉渡点
  - Oxford：牛（Ox）
- 人物+涉渡点
  - Frankfurt：法兰克人（Frank）
  - Hereford、Herford：军队（Here，Her）
  - 斯拉沃尼亚布罗德（Slavonski Brod）：斯拉夫人

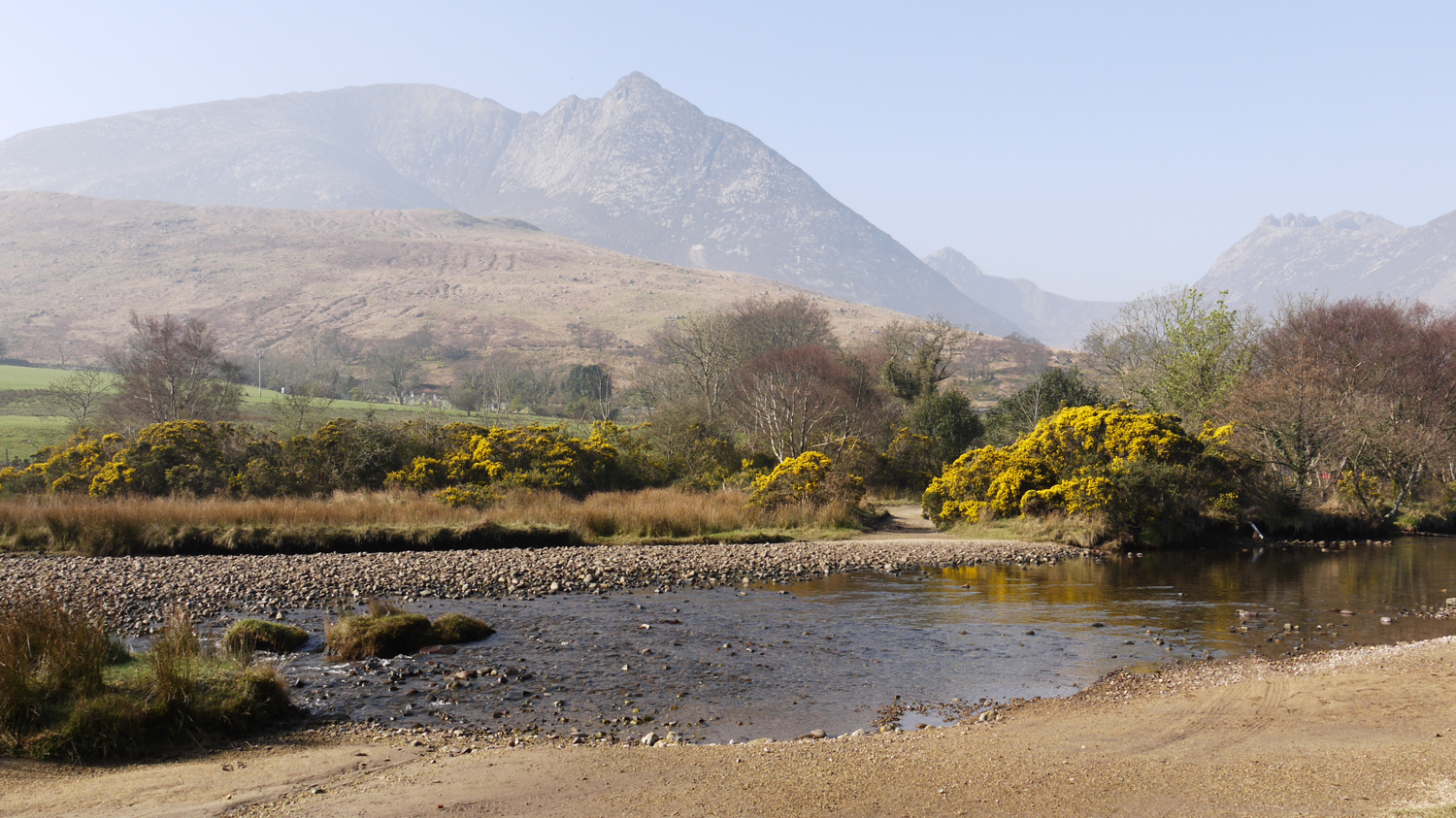
英国阿伦岛的一处河流浅滩
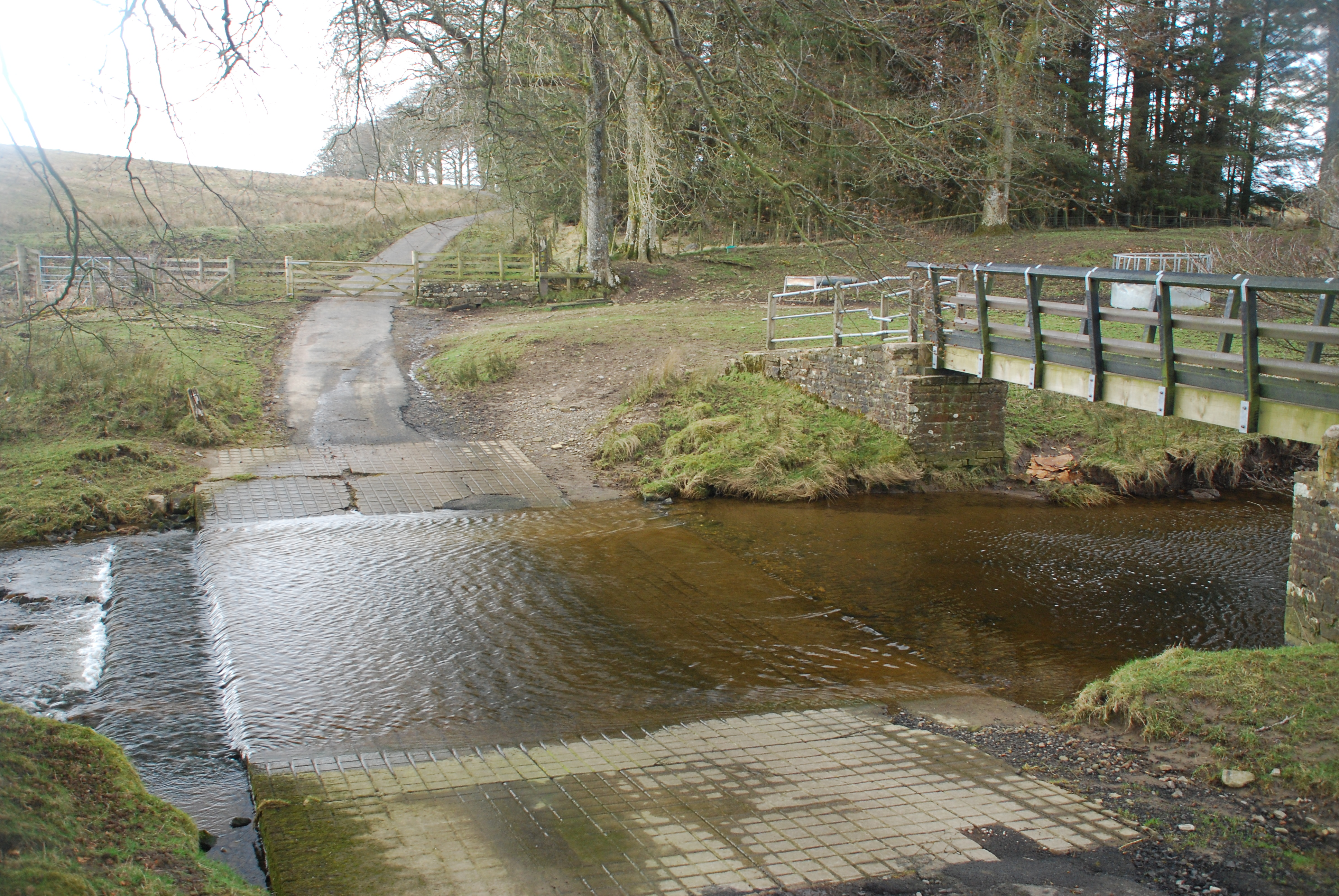
英国坎布里亚郡的一个道路化的浅滩
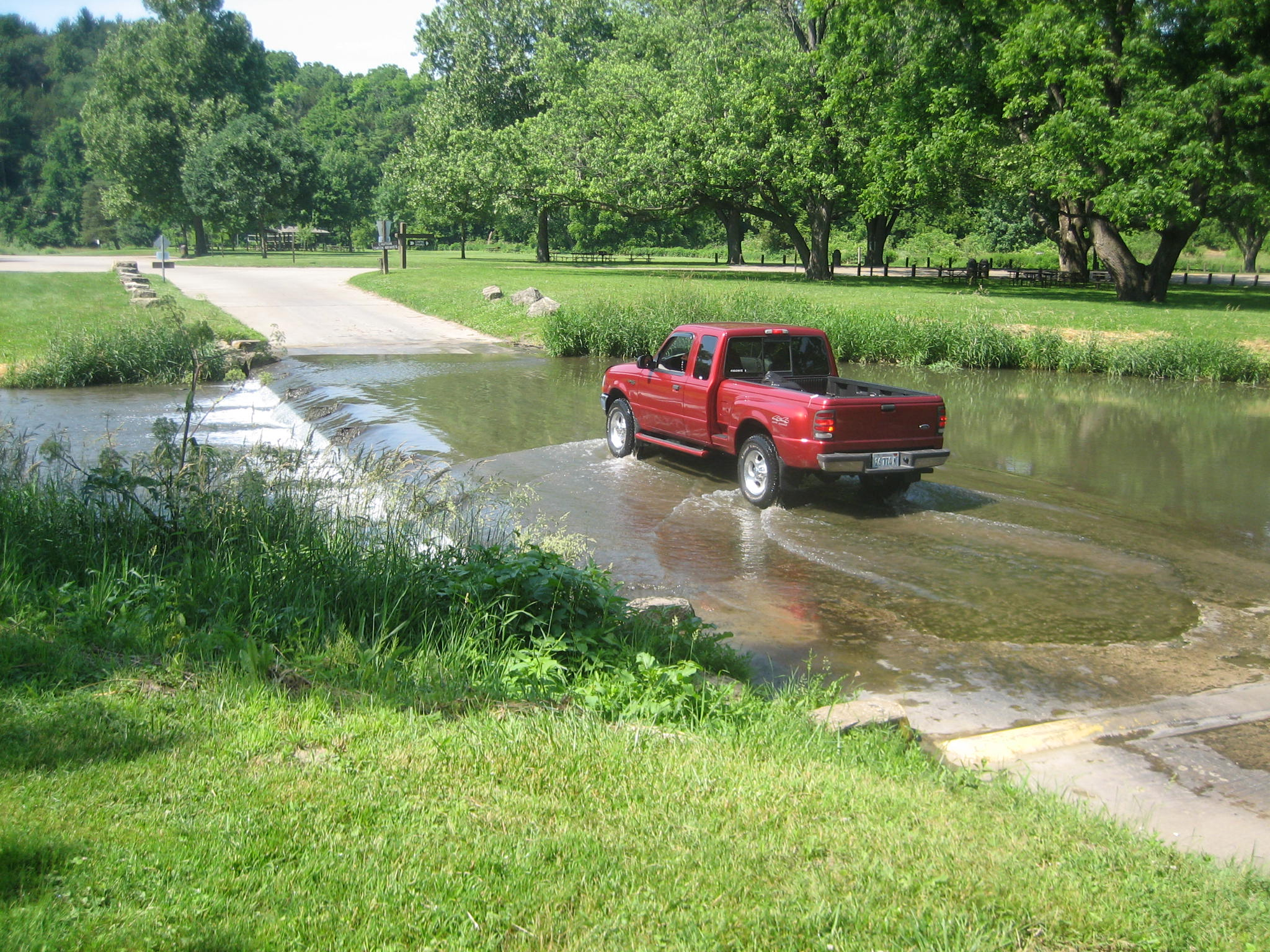
正驶过漫水路的汽车